# WEM Lotos
WEM Lotos, wóz ewakuacji medycznej skonstruowany w Hucie Stalowa Wola na bazie gąsienicowego transportera opancerzonego MT-LB.

## Konstrukcja
Transporter MT-LB był produkowany przez HSW od 1976 roku z przeznaczeniem wyłącznie na eksport. Na jego bazie opracowano w konstrukcje, z których jednak tylko kilka jako pojazdy wsparcia, wyprodukowane w niewielkich seriach, zostało przyjętych na uzbrojenie Wojska Polskiego, takich jak m.in. WPT Mors (pierwsza wersja), Irys (ZWD-1), Przebiśnieg. W 1987 został opracowany prototyp wozu ewakuacji medycznej. Kadłub pojazdu spawany był z blachy pancernej o grubości od 7 do 14 mm. Układ jezdny składał się z 6 par pojedynczych kół nośnych z bandażami gumowymi, mocowanych na wałkach skrętnych, oraz 2 kół napędowych (z przodu) i 2 napinających (z tyłu). Podwyższony kadłub w stosunku do pierwowzoru pozwolił na pomieszczenie noszy dla czterech rannych, lub po złożeniu górnych noszy umożliwiał ewakuację 8 żołnierzy w pozycji siedzącej. Przedział sterowania z kierowcą i sanitariuszem – dowódcą załogi, był połączony z przedziałem transportowym wąskim przejściem po prawej stronie transportera. W przedziale transportowym na przedniej grodzi, zamontowano siedzisko dla sanitariusza. W latach 1987–1988 HSW wyprodukowała kilka egzemplarzy opancerzonego wozu obsługi sanitarnej, jednak z braku zamówień nie wszedł on do produkcji seryjnej i na wyposażenie wojska. Według niepotwierdzonych informacji wozy zostały sprzedane do jednego z krajów afrykańskich na początku lat 90. XX w.

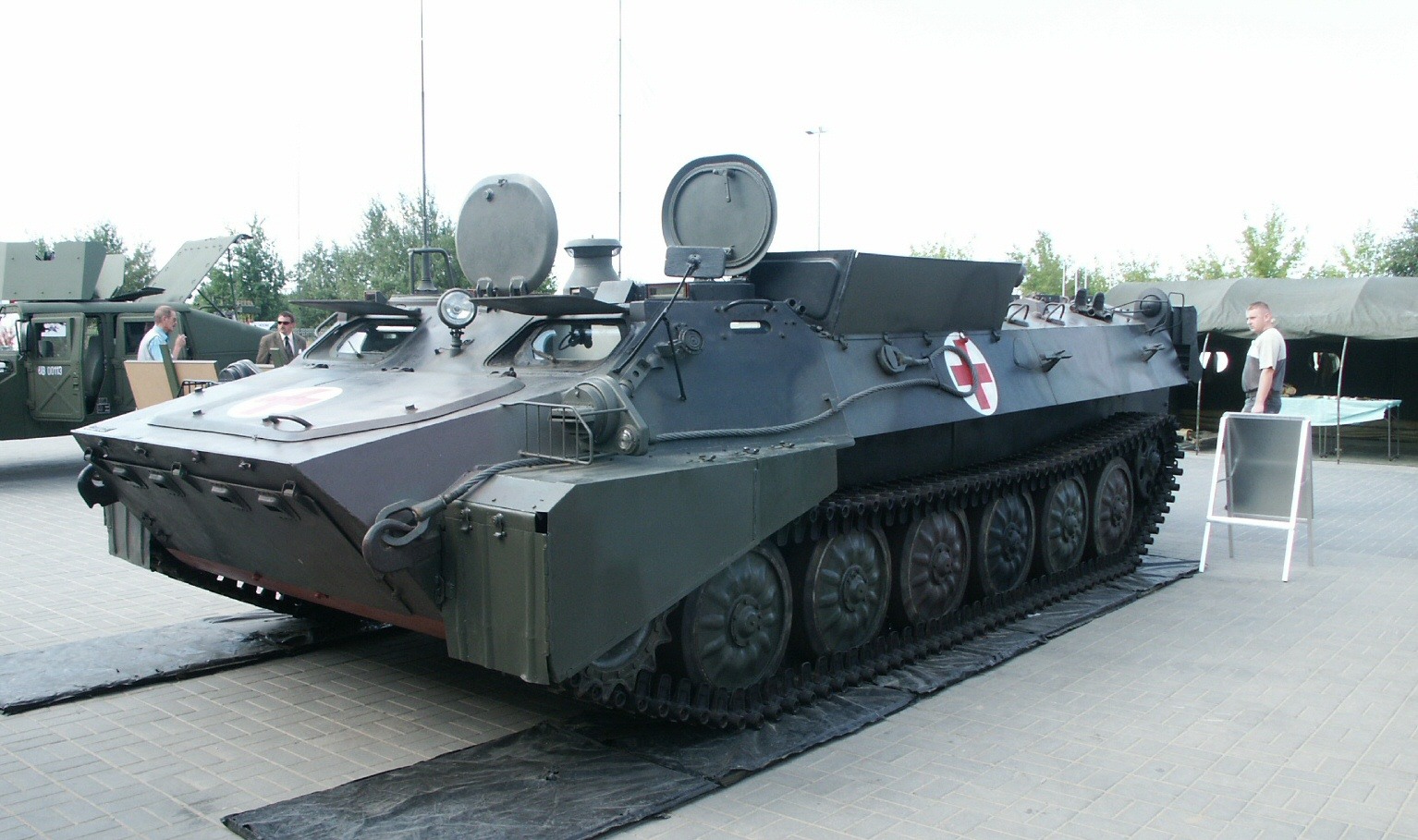
Lotos, przód
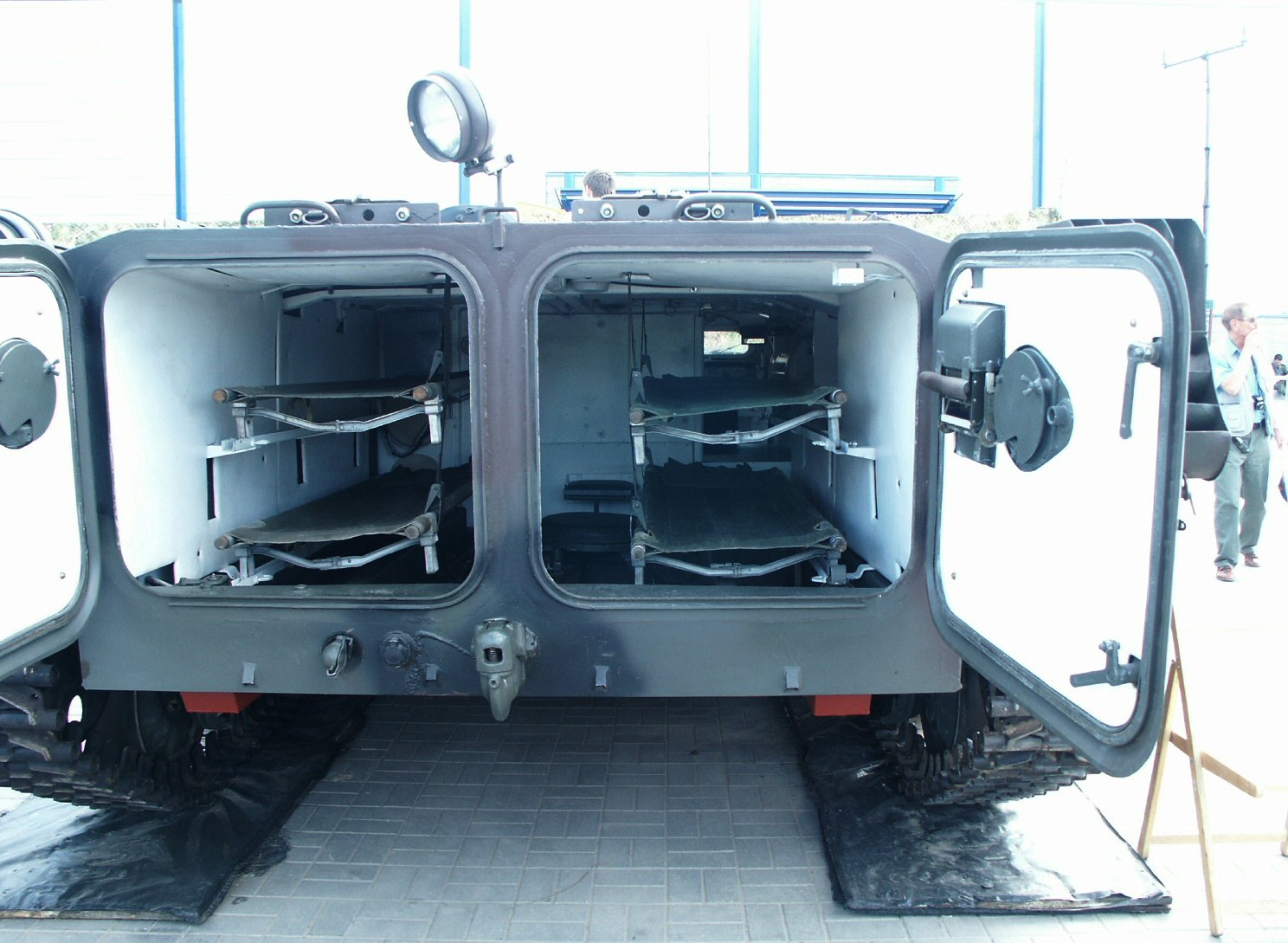
Lotos przedział transportowy